# Neolissochilus thienemanni
 Neolissochilus thienemanni és una espècie de peix cipriniforme de la família dels ciprínids.

## Morfologia
Els mascles poden assolir els 21,1 cm de longitud total.

## Distribució geogràfica
Es troba a Sumatra (Indonèsia).